# أجلوسا أوبليتيراليس
أجلوسا أوبليتيراليس هو نوع من فراشات الأنوف في جنس أجلوسا. وصفها توراتي في عام 1930ميلادي، وهي معروفة من ليبيا.